# Jadwiga Majchrzak
Jadwiga Majchrzak (ur. 1941, zm. 2006) – polska ekonomistka, profesor nauk ekonomicznych.

## Życiorys
W 1990 r. habilitowała się na podstawie pracy zatytułowanej Czynniki przeobrażeń strukturalnych w organizacjach gospodarczych. W 2002 r. uzyskała tytuł profesora nauk ekonomicznych.
Była pracownikiem naukowym w Katedrze Systemów i Technik Zarządzania na Wydziale Zarządzania Akademii Ekonomicznej w Poznaniu, w Wyższej Szkole Zarządzania i Bankowości w Poznaniu, w Wyższej Szkole Marketingu i Zarządzania w Lesznie, oraz na Wydziale Zarządzania i Ekonomii Wyższej Szkole Komunikacji i Zarządzania w Poznaniu.